# Quiver (album)
Quiver is het eerste studioalbum van de gelijknamige band. Het album is opgenomen in de Morgan Studios te Londen en werd door henzelf geproduceerd. De stijl varieert van progressieve rock, psychedelische rock, rock en folkrock. Opvallend aan dit album is de stijl van de basgitarist gelijkend op Hugh Hopper. 
Het album is berucht vanwege de slechte verkrijgbaarheid gedurende een lange tijd. Na de elpee uitgave in 1972 volgde pas in 2004 een Japanse persing op compact disc, in 2008 gevolgd door een Amerikaanse persing op Wounded Bird Records. Er is een dankwoord (Ta) aan Fred Gilmour  (Fred is koosnaam voor David van Pink Floyd. De platenhoes was van Hipgnosis.

## Musici
- Tim Renwick – gitaar, dwarsfluit, zang (later PF)
- Cal Batchelor – gitaar, toetsinstrumenten
- Bruce Thomas – basgitaar, zang
- Willie Wilson – slagwerk, zang (later PF)

Met:
- Dick Parry – saxofoons (later PF)

## Composities
| Nr. | Titel                          | Duur |
| --- | ------------------------------ | ---- |
| 1.  | Glad I came around (Batchelor) | 5:03 |
| 2.  | Down your way (Batchelor)      | 3:44 |
| 3.  | Killer man (Renwick)           | 7:52 |
| 4.  | Take a train (Batchelor)       | 5:05 |

| Nr. | Titel                                   | Duur |
| --- | --------------------------------------- | ---- |
| 1.  | Cool evening (Batchelor)                | 4:14 |
| 2.  | Barnes Country (Quiver)                 | 4:24 |
| 3.  | Back on the road (Thomas)               | 3:24 |
| 4.  | Just loving you (Batchelor)             | 1:59 |
| 5.  | Reason for staying (Batchelor, Renwick) | 7:03 |

## Bron
- de Japanse compact disc
- Who’s who in Pink